# Тонконіг різнобарвний
Тонконіг різнобарвний (Poa versicolor) — вид трав'янистих рослин з родини злакові (Poaceae), поширений у Євразії від Албанії до тихоокеанського узбережжя Азії.

## Опис
Багаторічна рослина 30–60(75) см заввишки. Піхва верхніх листків з шорсткими жилками що різко виступають. Колоски великі, 4.5–7.5(9) мм довжиною. Листові пластини 4–10 см завдовжки, 1–2 мм шириною; листові поверхні шершаві. Волоть відкрита, яйцеподібна або пірамідальна, щільна або нещільна, 6–17 см завдовжки. Пиляків 3; 1.5–2 мм завдовжки.

## Поширення
Поширений у Євразії від Албанії до тихоокеанського узбережжя Азії.
В Україні вид зростає на вапняках — у західному Лісостепу (по Дністру і його притоках); заходить в Прикарпатські ліси; охороняється.